# 273994 Cinqueterre
273994 Cinqueterre este o planetă minoră (asteroid), cu un diametru de 4,787 km, din centura de asteroizi. A fost descoperită pe 11 iulie 2007 la Borbona de Vincenzo Silvano Casulli⁠(d). 
Obiectul prezintă o orbită caracterizată de o semiaxă mare de 3,0636728594215 UAi, o excentricitate de 0,09, o înclinație de 18,1 ° în raport cu ecliptica.